# توماس بولسين
توماس بولسين (بالدنماركية: Thomas Poulsen)‏ هو مجدف دنماركي، ولد في 16 فبراير 1970 في Hørsholm ‏ في الدنمارك.

## وصلات خارجية
- توماس بولسين على موقع الاتحاد الدولي للتجديف (الإنجليزية)
- توماس بولسين على موقع اللجنة الأولمبية الدولية (الإنجليزية)
- توماس بولسين على موقع أوليمبيديا (الإنجليزية)